# 221

## Esdeveniments
- Roma: L'Emperador romà Elagàbal adopta el seu cosí Alexandre Sever com a hereu.
- Emmaús (Judea): Elagàbal n'ordena la reconstrucció, amb el nou nom de Nicòpolis.
- Chengdu (Xina): - Liu Bei fundà el regne de Shu Han, un dels Tres Regnes.

## Necrològiques
- Xina: Zhang Fei, general de Shu Han, assassinat pels seus propis homes, cansats de la seva crueltat.